# Карпачёв, Михаил Дмитриевич
Михаи́л Дми́триевич Карпачёв (род. 22 ноября 1943, Москва) — советский и российский историк, педагог, доктор исторических наук (1987), профессор, заслуженный деятель науки Российской Федерации (2002).

## Биография
Учился на историческом факультете Воронежского государственного университета с 1963 по 1968 год. В студенческие годы участвовал в деятельности стройотрядов, за что был награждён медалью «За освоение целинных земель». С 1968 по 1969 работал учителем английского языка в школе в г. Абдулино Оренбургской области, а с 1969 по 1971 учителем истории в одной из московских школ. В 1973 году защитил кандидатскую диссертацию «Русское революционное народничество в освещении английской и американской буржуазной исторической литературы». С 1973 являлся преподавателем, с 1988 года доцентом, с 1992 по 2022 заведующим кафедрой истории России в ВГУ. В 1985—1995 годах занимал должность декана исторического факультета, в 1987 году защитил докторскую диссертацию «Общественное движение в России 1860—1880-х годов в освещении английской и американской буржуазной исторической литературы».

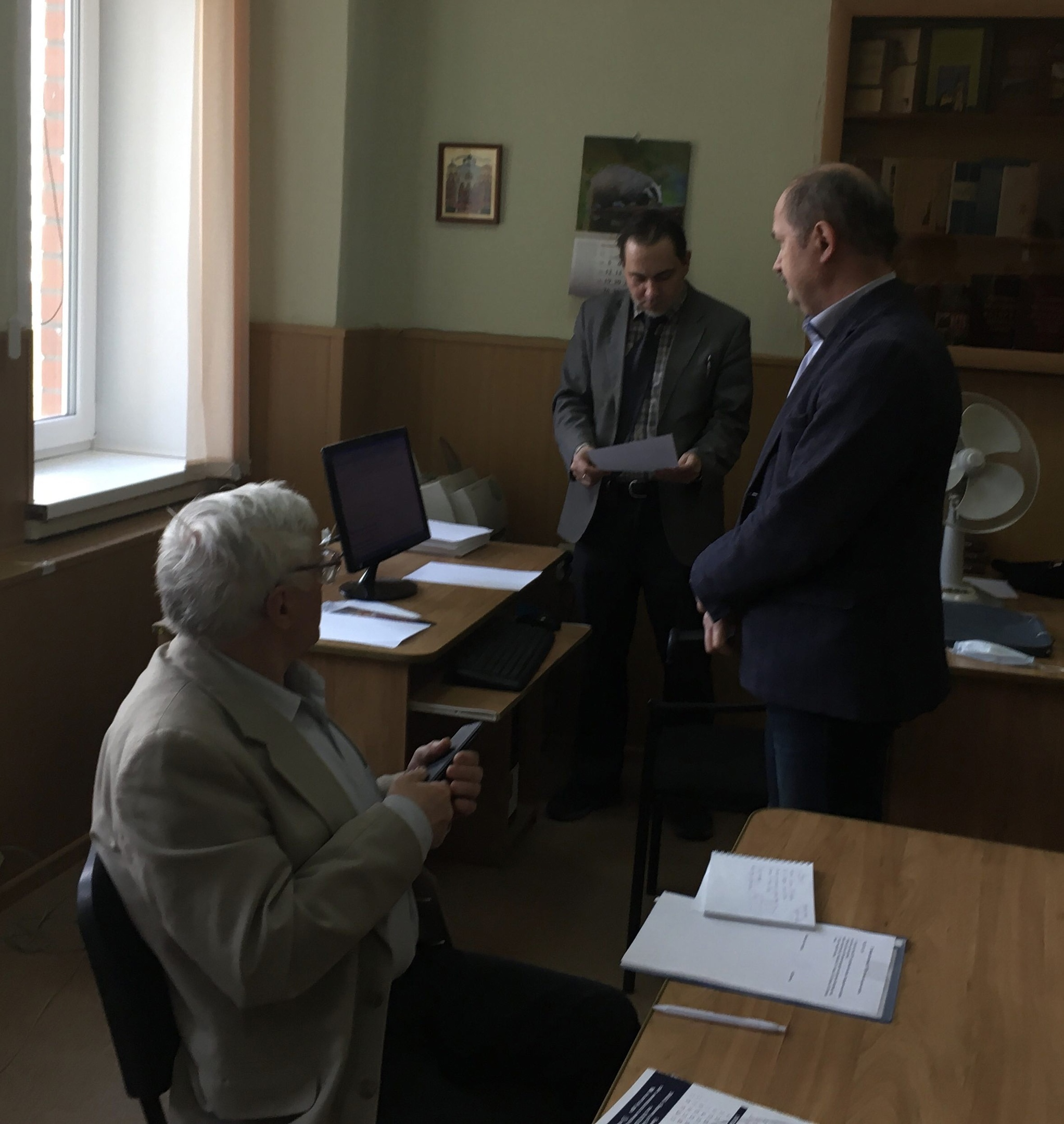
Михаил Карпачёв с коллегами Юрием Селезнёвым и Геннадием Мокшиным

## Научная деятельность
Основные исследования М. Д. Карпачева связаны с историей Русского революционного народничества, а также зарубежной историографии общественного движения в России 1860—1880-х годов. К сфере его научных интересов также относится история аграрных отношений в России в конце XIX — начале ХХ вв, в том числе истории проведения столыпинской земельной реформы в Воронежском крае. Отдельное внимание, в связи со 100-летием ВГУ, Михаил Дмитриевич посвятил истории отечественного университетского образования (история основания и первых лет деятельности Воронежского университета).
Под научным руководством М. Д. Карпачева подготовлено 10 кандидатов и 2 доктора исторических наук.

## Научные труды
Автор более 150 научных работ, а также научный редактор 10 сборников по проблемам общественной жизни центра России в XVI — начале XX вв.
- Русские революционеры-разночинцы и буржуазные фальсификаторы (М., 1979);
- Очерки истории революционно-демократического движения в России в 1860—1880-е годы (Воронеж, 1985);
- Истоки российской революции: легенды и реальность (М., 1991);
- Воронежский университет: начало пути (Воронеж, 1998);
- Воронежский университет: вехи истории (Воронеж, 2003);
- Очерки русской культуры XIX века. Т. 4: Общественная мысль (М., 2003; совместно с другими);
- Воронежская энциклопедия (Воронеж, 2008; главный редактор)